# Iris Apfel
Iris Apfel, född Barrel den 29 augusti 1921 i Queens i New York, död 1 mars 2024 i Palm Beach i Florida, var en amerikansk modedesigner, inredningsdesigner, modell och affärskvinna.

## Biografi
Iris Apfel var enda barnet till Samuel Barrel, som ägde ett glas- och spegelföretag, och hans ryskfödda hustru Sadye, född Asofsky, som ägde en modeboutique. Apfel studerade konsthistoria vid New York University och konst vid University of Wisconsin. Tidigt i karriären arbetade hon för modetidskriften Women's Wear Daily och var lärling hos inredningsdesignern Elinor Johnson innan hon öppnade sitt eget designföretag.
Tillsammans med sin make Carl Apfel, som hon var gift med från 1948 fram till hans död 2015, drev hon textilföretaget Old World Weavers från 1950 till 1992. De hade kontrakt på att restaurera textilier i Vita huset och arbetade med det under nio presidentperioder. Hon var även inredningsdesigner och arbetade med kunder som Greta Garbo och Estée Lauder.
Apfel blev en modeikon med sin djärva, färgstarka och stormönstrade stil samt stora smycken. År 2005 hade Metropolitan Museum of Art en utställning om Apfels stil som visade hennes egna kläder och accessoarer. Utställningen, kallad "Rara Avis: Selections From the Iris Apfel Collection", var den första i sitt slag på museet då de aldrig tidigare visat en utställning om kläder och accessoarer som fokuserade på en levande person som inte var en designer.
Hennes popularitet steg kraftigt efter att hon fyllt 80 år och hon var aktiv på Instagram, där hon vid sin död hade tre miljoner följare. 2014 gjorde Albert Maysles en dokumentärfilm om hennes liv, Iris. År 2018 skapades det en barbiedocka med Apfel som förebild. Hon skrev 2019 på ett modellkontrakt med IMG, vid 97 års ålder. Tre år senare inledde hon som 100-åring ett uppmärksammat samarbete med H&M och där hon själv var modell för klädkollektionen.
Hon avled i sitt hem i Florida, 102 år gammal.